# Село имени Суйменкула Чокморова
Село имени Суйменкула Чокморова (до 2000 г. — Чон-Таш) — село в Аламудунском районе Чуйской области Кыргызстана. Входит в состав Таш-Дёбёнского аильного округа. Код СОАТЕ — 41708 203 864 04 0.

## Население
| год     | 2009 | 2014 | 2015 |
| ------- | ---- | ---- | ---- |
| человек | 734  | 766  | 704  |

## Достопримечательности
Мемориальный комплекс «Ата-Бейит» — музей и место захоронения жертв репрессий 1930-х годов; могила Ч. Т. Айтматова.

## Известные жители
- Бегалиев, Сопубек Бегалиевич (1931—2002) — Заслуженный экономист Киргизской ССР (1979).
- Чокморов, Суйменкул (1939—1992) — Народный артист СССР (1981).